# Ourapteryx inspersa
Ourapteryx inspersa är en fjärilsart som beskrevs av Alfred Ernest Wileman 1912. Ourapteryx inspersa ingår i släktet Ourapteryx och familjen mätare. Inga underarter finns listade i Catalogue of Life.

## Bildgalleri

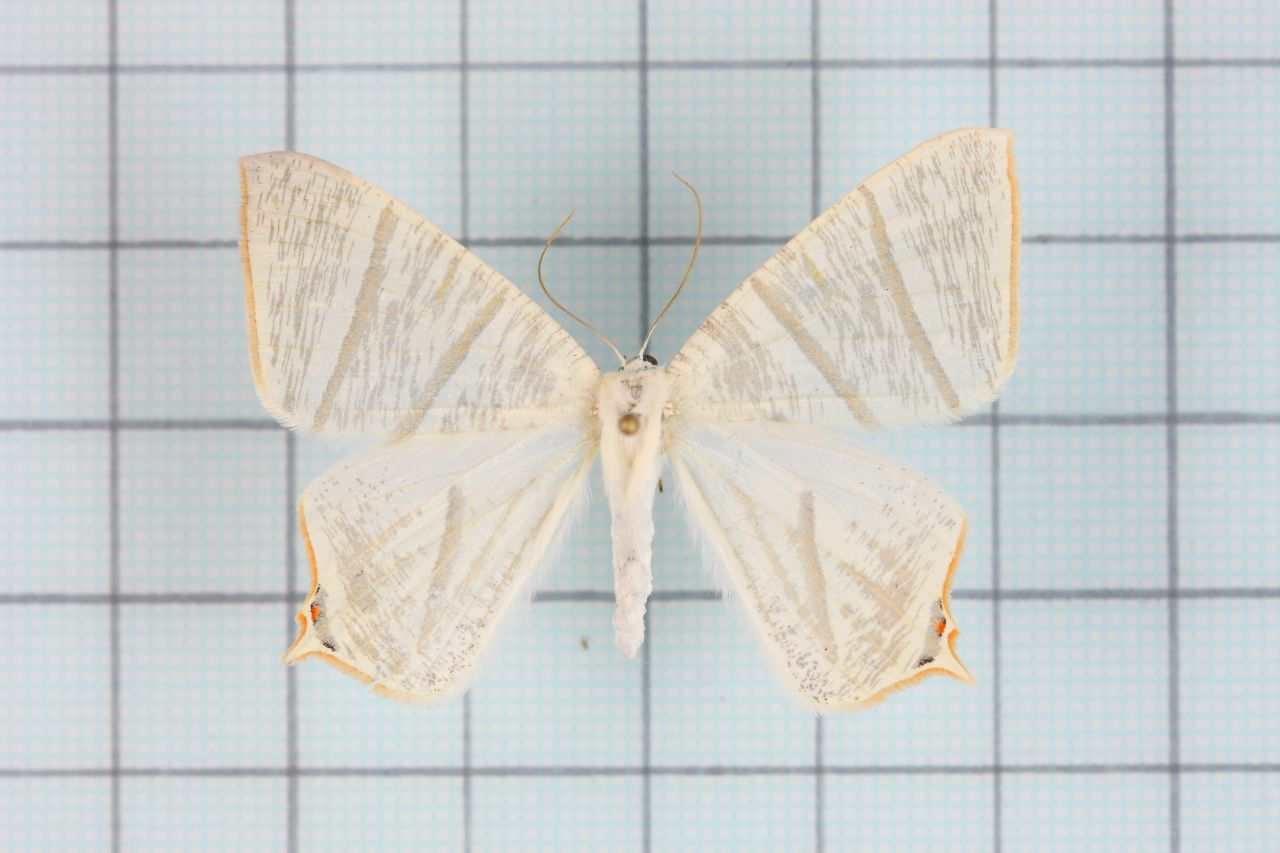
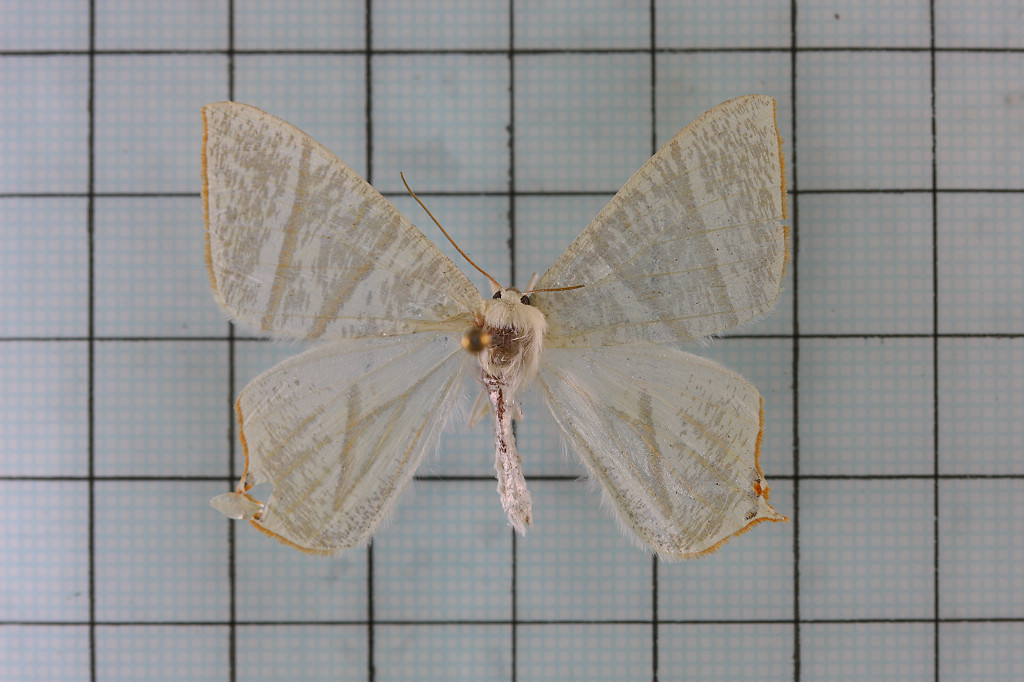
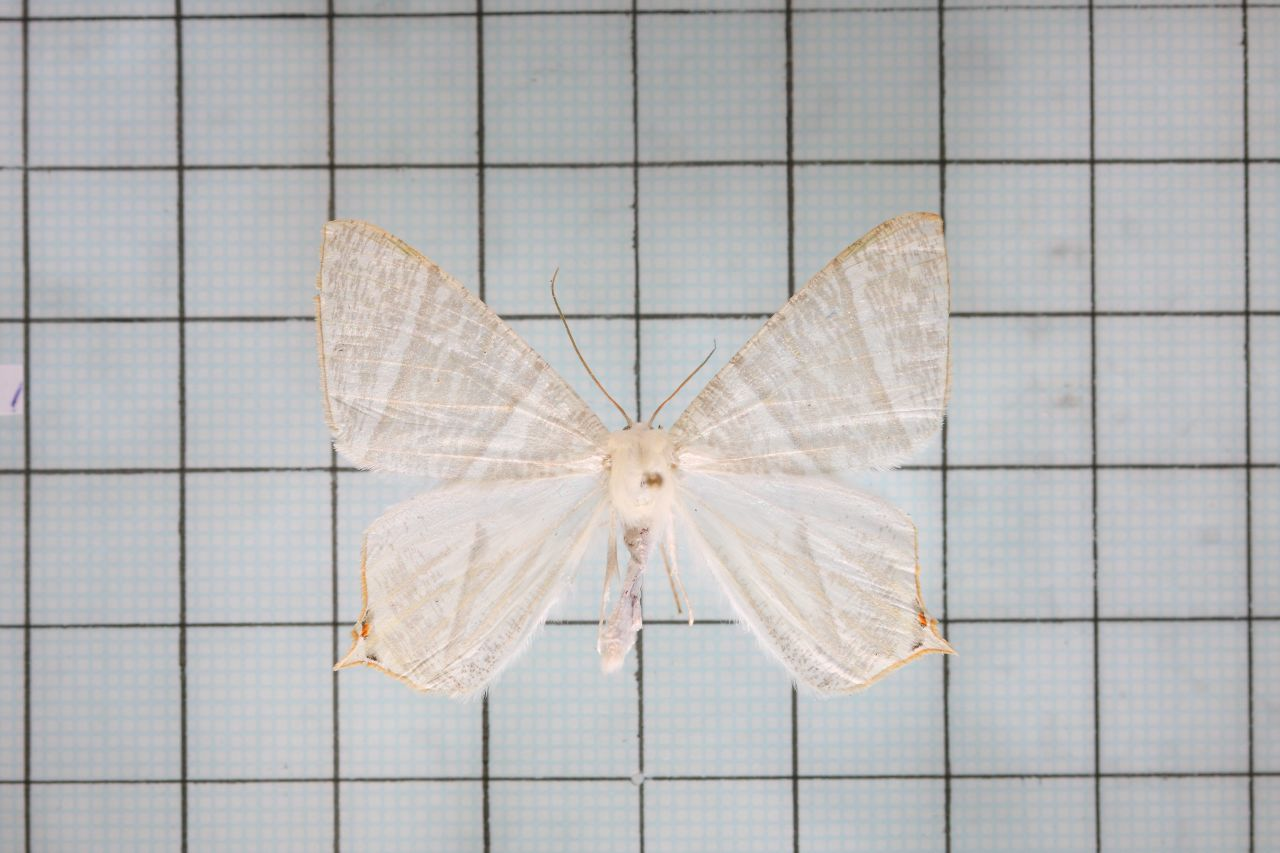
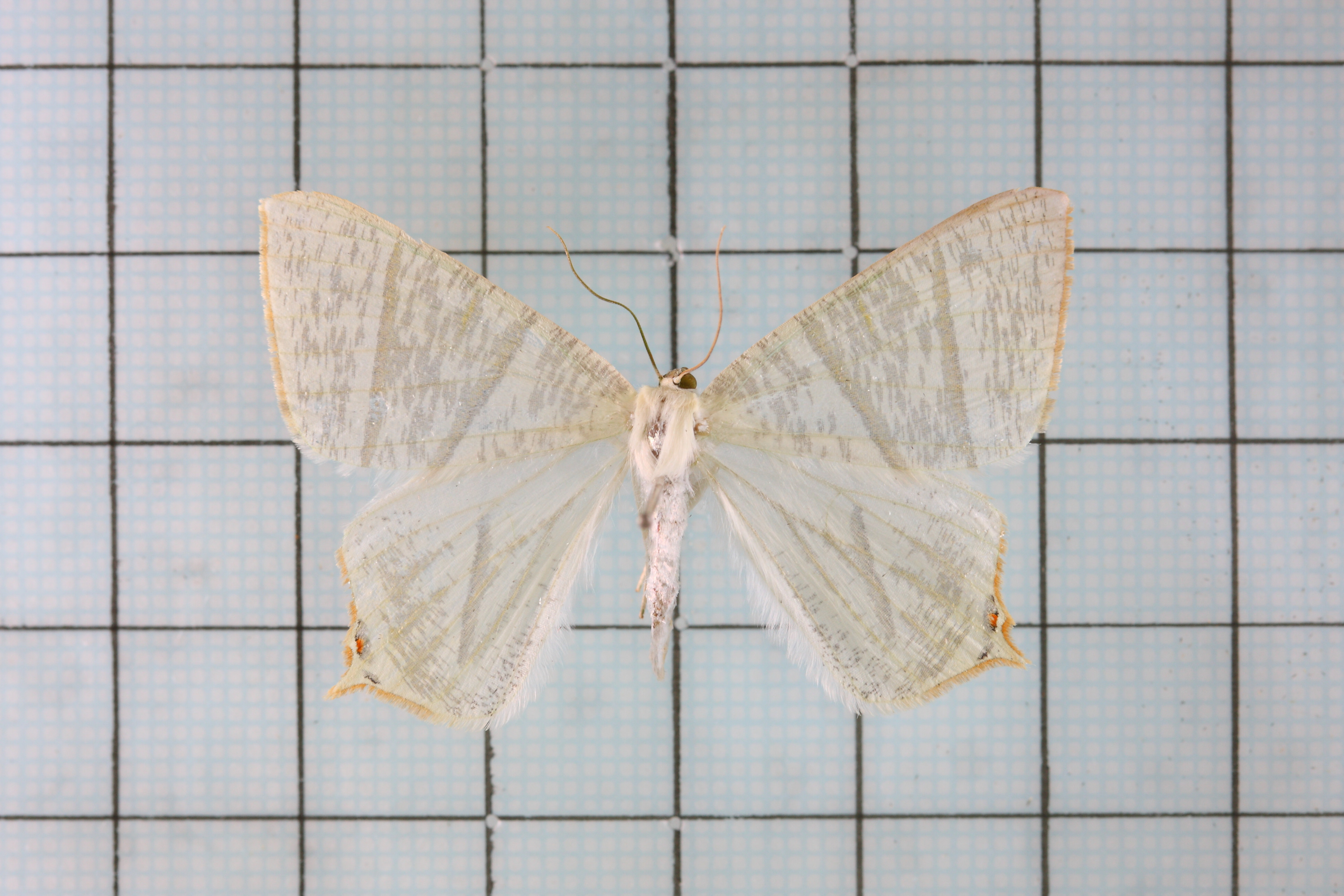
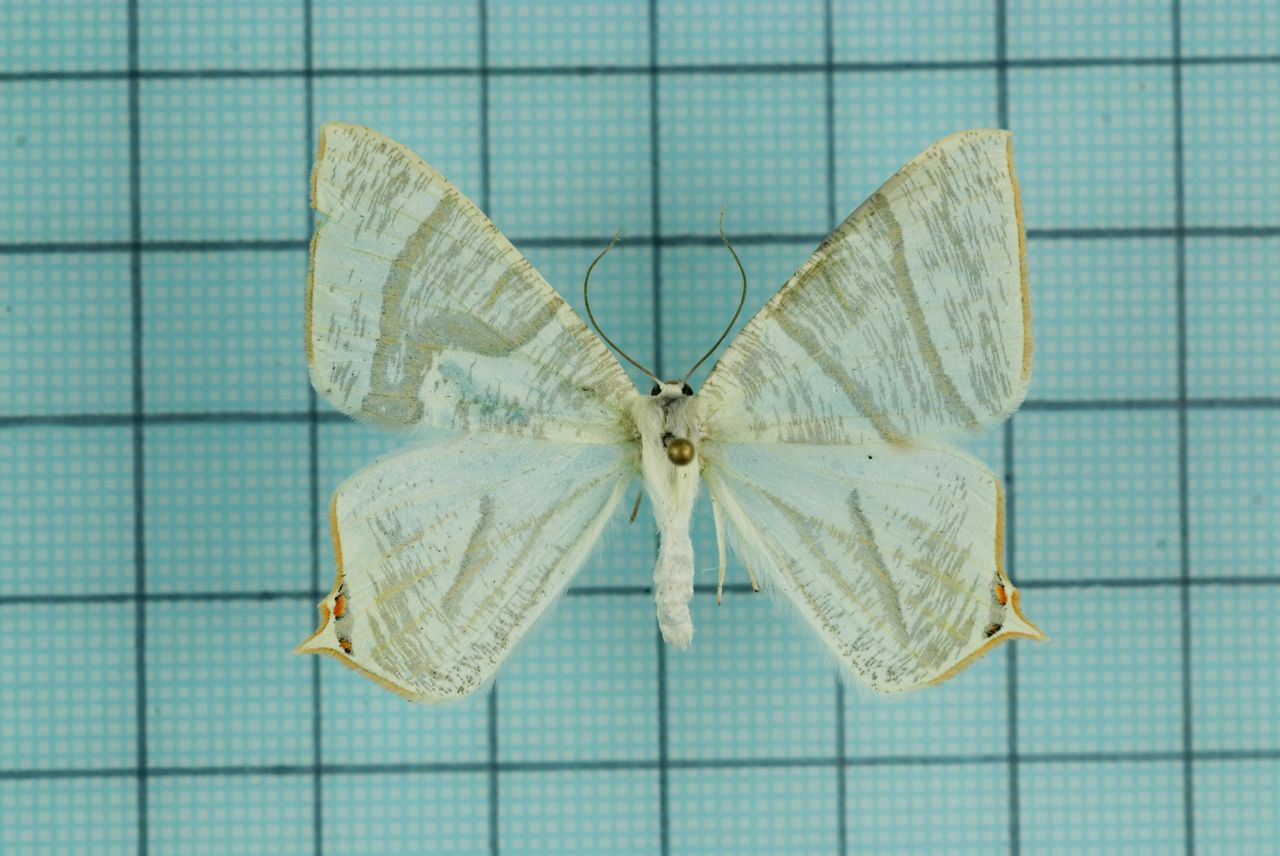